# Iona Anderson
Iona Anderson (* 3. Oktober 2005 in Duncraig, Western Australia) ist eine australische Schwimmerin, die je eine olympische Silber- und Bronzemedaille erhielt. Sie gewann bei Weltmeisterschaften auf der 50-Meter-Bahn bis 2024 eine Goldmedaille und zwei Silbermedaillen.

## Sportliche Karriere
Anderson besuchte die Carine Senior High School und trainierte beim Breakers Swim Club, bevor sie ans Western Australian Institute of Sport in Perth wechselte.
Anderson gewann bei den Juniorenweltmeisterschaften 2023 Silber über 100 Meter Rücken und Gold über 50 Meter Rücken. Eine weitere Goldmedaille gewann sie mit der 4-mal-100-Meter-Lagenstaffel. Für ihren Einsatz in der 4-mal-100-Meter-Mixed-Lagenstaffel erhielt sie eine Silbermedaille. In beiden Staffeln wurde sie nur im Vorlauf eingesetzt, im Finale schwamm jeweils Jaclyn Barclay.
Bei den Weltmeisterschaften 2024 in Doha gewann Claire Curzan den Wettbewerb über 100 Meter Rücken mit 0,83 Sekunden Vorsprung. Anderson schlug als Zweite 0,06 Sekunden vor der Kanadierin Ingrid Wilm an. 0,10 Sekunden hinter Wilm wurde Barclay Vierte. Über 50 Meter Rücken siegte Curzan mit 0,02 Sekunden Vorsprung vor Anderson, Wilm lag 0,16 Sekunden hinter Anderson und erhielt auch hier Bronze. Die australische 4-mal-100-Meter-Lagenstaffel qualifizierte sich in der Besetzung Jaclyn Barclay, Abbey Harkin, Alexandria Perkins und Brianna Throssell mit der drittschnellsten Vorlaufzeit für das Finale. Im Endlauf waren Iona Anderson, Abbey Harkin, Brianna Throssell und Shayna Jack fünf Sekunden schneller als die Vorlaufstaffel und siegten vor den Schwedinnen und den Kanadierinnen.
Anderson wurde bei den australischen Meisterschaften 2024 Zweite über 100 Meter Rücken und gewann den Titel mit der 4-mal-100-Meter-Freistilstaffel. 2024 bei den Olympischen Spielen in Paris belegte Anderson über 100 Meter Rücken den fünften Platz mit einer Sekunde Rückstand auf die Drittplatzierte. In der 4-mal-100-Meter-Lagenstaffel waren Iona Anderson, Ella Ramsay, Alexandria Perkins und Meg Harris die Vorlaufschnellsten. Im Endlauf siegte das Quartett aus den Vereinigten Staaten vor Kaylee McKeown, Jenna Strauch, Emma McKeon und Mollie O’Callaghan, die 0,12 Sekunden vor den Chinesinnen anschlugen. In der 4-mal-100-Meter-Mixed-Lagenstaffel schwammen Iona Anderson, Zac Stubblety-Cook, Emma McKeon und Kyle Chalmers die zweitschnellste Vorlaufzeit. Im Endlauf waren Kaylee McKeown, Joshua Yong, Matthew Temple und Mollie O’Callaghan fast drei Sekunden schneller als die Vorlaufstaffel und wurden Dritte hinter dem US-Team und der chinesischen Staffel.